# スナイパー:
『スナイパー:』（神鎗手）は、2009年の香港映画（日本公開は2010年）。

## キャスト
- リッチー・レン: フォン隊長
- エディソン・チャン: OJ
- ホァン・シャオミン: リン・ジン
- ボウイ・ラム
- ジャック・カオ
- ウィルフレッド・ラウ
- リウ・カイチー
- マンゴー・ウォン
- シャーメイン・フォン
- ミシェル・イェ
- パトリック・タン

## 製作
3000万香港ドルの予算をかけ、主要撮影が2007年8月に始まった。

## 公開
当初は2008年5月公開を予定していたが、出演者の一人であるエディソン・チャンのわいせつ写真流出事件の影響によって延期され、スキャンダルの1年後の2009年3月24日に香港国際映画祭で初公開された。エディソン・チェンは殺人予告の手紙のために同映画祭は現れなかったが、シンガポールでのプロモーションには参加した。